# Dionís Renart

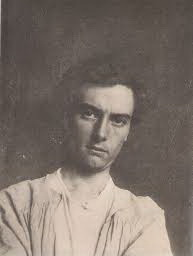
Dionís Renart, 1909.

Dionís Renart i García (* 1878 in Barcelona, Königreich Spanien; † 1946 ebenda) war ein spanischer Bildhauer und Astronom.

## Leben
Renart ist der Sohn des Malers Dionís Renart i Bosch und Bruder des Zeichners, Malers und Innenarchitekten Joaquim Renart. Er studierte an der Escuela de la Llotja, der Kunstschule seiner Heimatstadt, und arbeitete danach unter anderem im Studio des Bildhauers Josep Llimona. Er nahm mit seinen Skulpturen z. B. auf der Kunstausstellung in Barcelona des Jahres 1911 (Eva) und Madrid 1912 (Al·legoria i Retrats) sowie erneut in Barcelona mit der Skulptur La Raça teil.
Zusammen mit Antoni Gaudí und Josep Llimona arbeitete Renart mit an Skulpturen des Ersten Mysteriums der Glorie des Rosario Monumental de la Resurrecció de Jesús, des Weges zum Heiligtum des Klosters Montserrat in Katalonien.
Des Weiteren stellte er Kleinkunstwerke wie Statuen, Gefäße sowie Medaillen und Schmuck im Jugendstil, (spanisch: Modernismo) her. Für die Medizinische Fakultät der Universität Barcelona fertigte er anatomische Schaustücke.
2013 wurde ein Porträt Renarts von Pablo Picasso im Kunsthandel „wiederentdeckt“. Werke des Bildhauers werden im Museum für Moderne Kunst in Barcelona gezeigt.

## Astronom
Renart war Präsident der mit der Erforschung des Mondes befassten Abteilung der Societat Astronòmica de Barcelona, die von 1910 bis 1923 bestand. Er war Initiator und Mitorganisator der Ausstellung über Mondstudien des Jahres 1912 in Barcelona. Er war Autor einer Karte des Mondes, auf der die Oberfläche als Relief mittels stereographischer Projektion dargestellt wurde. Ein Abschnitt der Mondoberfläche wurde nach Renart benannt.